# Dajr al-Dżabrawi
Dajr al-Dżabrawi – miejscowość w Egipcie, w muhafazie Asjut. W 2006 roku liczyła 3262 mieszkańców.